# Kylix (Entwicklungsumgebung)
Kylix war eine integrierte Entwicklungsumgebung vom Unternehmen Borland für das Betriebssystem Linux.
Der Name stammt aus dem Griechischen und bezeichnet ein Trinkgefäß.
Kylix wurde basierend auf Delphi und C++Builder entwickelt. Als grafische Bibliothek setzt sie auf dem GUI-Framework Qt auf, das mittels einer Bibliothek namens CLX angesprochen wird. Die Kylix-IDE basiert auf libwine und ist damit keine native Linux-Anwendung. Leicht zu erkennen ist dies daran, dass sich die Farbe des Mauszeigers im Kylix-Fenster zu weiß ändert und Font-Metrics erstellt werden müssen. Borland hat diesen Weg gewählt, da die Kylix-IDE ein Nebenprodukt von Delphi 5 ist und die Windows-Systemaufrufe auf Linux umgesetzt werden mussten. Mit Kylix erstellte Anwendungen sind hingegen native Linuxanwendungen, die Wine nicht benötigen.
Ursprünglich wurde als Programmiersprache nur Object Pascal von Delphi unterstützt; ab der Version Kylix 3 (erschienen im Jahr 2002) ist auch die Programmierung in C++ möglich. Ähnlich wie bei Visual Basic wird die Programmierung durch eine visuelle Programmierumgebung erleichtert. Borland stellte neben den kommerziellen Versionen auch eine sogenannte Kylix Open Edition zum kostenlosen Herunterladen zur Verfügung, mit der allerdings nur Programme unter der GPL entwickelt werden durften.
Mittlerweile ist das Projekt Kylix eingestellt, es erfolgt keine Pflege mehr durch den Hersteller. Mit Kylix erstellte Programme sind auch weiterhin, auch auf aktuellen Linux-Distributionen, lauffähig.

## Alternativen
Lazarus ist eine stark an Delphi und damit auch Kylix angelehnte Entwicklungsumgebung, die unter der GNU General Public License (GPL) steht.